# 台灣廣播公司
台灣廣播股份有限公司（英語：Taiwan Radio），簡稱台廣、TBC，是台灣一家民營廣播電台。

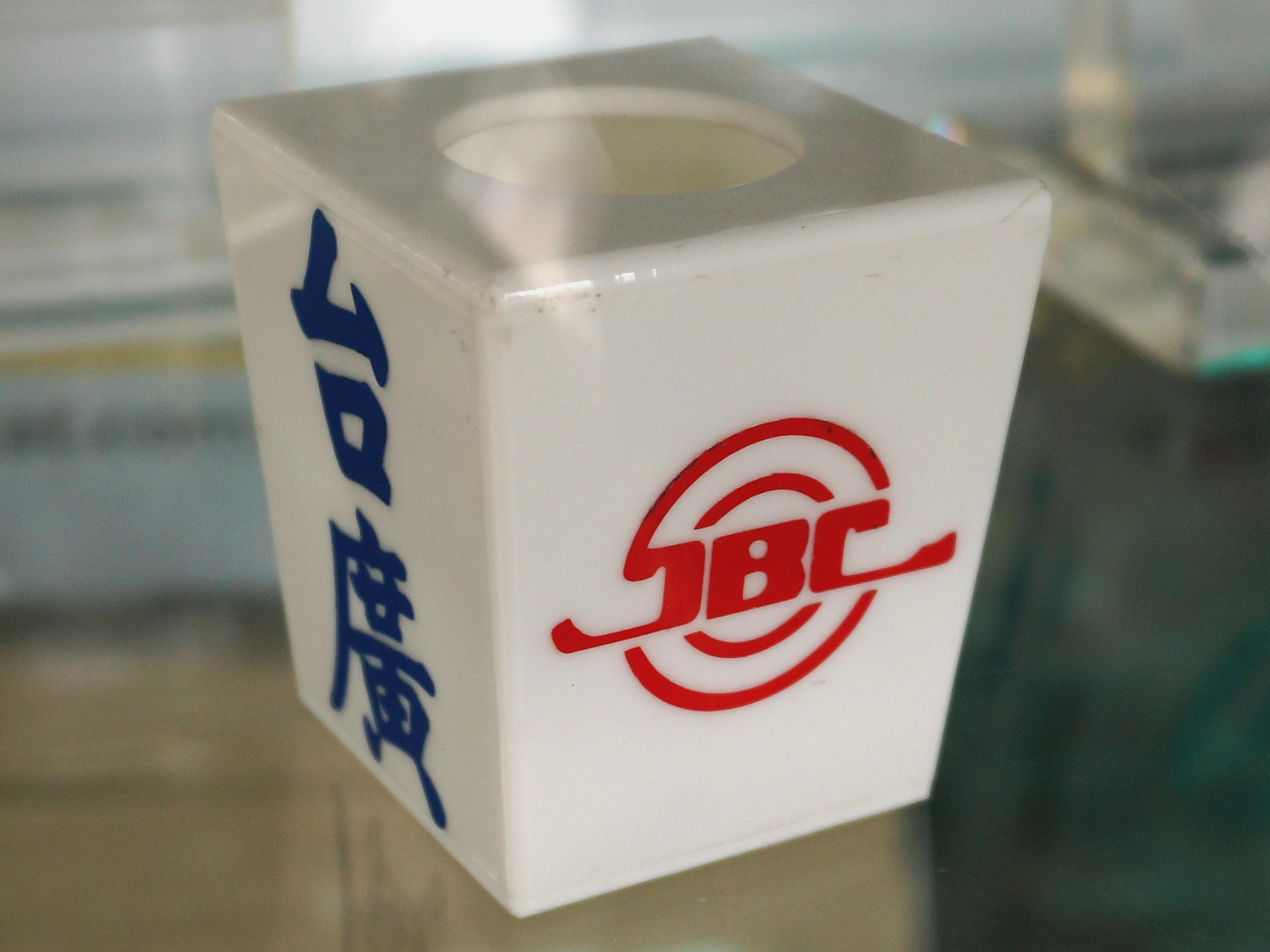
台灣廣播公司麥克風牌

1956年11月12日，建國商業專科學校創辦人馬繼先在南投縣創立中興廣播電台，此為台灣廣播公司前身。1973年5月29日，在民聲廣播公司、台聲廣播公司、民天廣播公司、中興廣播電台等四個主播電台及大溪、關西、松柏嶺、埔里四個轉播台的基礎上，台灣廣播公司成立，下設節目部、工程部、財務部、業務部、行政室。

## 總台及分台

### 臺北總台
成立於1950年3月15日，前身係民聲廣播公司。1973年5月改組，1975年1月1日正式更名為「台灣廣播公司臺北廣播電台」，下轄第一廣播部份（1323千赫）、第二廣播部份（1188千赫），發射範圍涵蓋大臺北地區。台址設於臺北市中正區水源路89號4樓。

### 新竹台
成立於1956年1月15日，前身係台聲廣播公司。1973年5月間改組，設有關西轉播台（1969年）、大溪轉播台（1973年）。1975年1月1日正式更名為「台灣廣播公司新竹廣播電台」，有1206千赫(新竹)、621千赫(大溪)、1062千赫(關西)三個發射頻率，覆蓋桃園、新竹、苗栗地區。台址設於新竹市東區高峰路506巷2號。

### 台中台
1958年12月5日成立，前身民天廣播公司。1974年5月改組，1975年1月1日改為「台灣廣播公司台中廣播電台」，以774千赫播音，範圍覆蓋中部五縣市。台址設於台中市南區忠明南路787號25樓。

### 中興台
1956年11月12日創立，1973年5月納入台灣廣播公司體系，1975年1月1日更名為「台灣廣播公司中興廣播電台」。有松嶺轉播台（1969年3月設立）、埔里轉播台（1969年11月設立）。下轄963千赫（草屯）、630千赫（名間）、1332千赫（埔里），覆蓋南投、臺中、彰化、雲林、嘉義縣市。台址設於南投縣草屯鎮芬草路258之1號。

## 特色
台廣不採廣播聯播網，各台節目都是自製播送，節目內容包羅萬象。為外勞設有《外勞交流道》等節目，舉辦外勞活動，是臺灣第一個播送語言最多元的廣播電台。
台廣節目主要用台灣閩南語播音，其次用國語。每年在新竹地區舉辦「台灣區客家歌謠比賽」、「客語演講比賽」。台廣重視地方戲曲文化，在中興台播歌仔戲、台灣民謠、布袋戲等節目。
台廣添置數位化的節目錄製設備與自動播出系統，2001年還進行數位聲音廣播（DAB）試播。除了音訊傳播外，還有影像、圖文數據傳播等。
2017年4月，台廣進一步採用資悠科技推出的全自動化廣播節目自動播出系統與側錄系統 （页面存档备份，存于），大幅降低人力需求並提升播音品質。

## 外部連結
- 台灣廣播公司 （页面存档备份，存于）
- YouTube台灣廣播公司官方頻道